# Tranabosjön
Tranabosjön är en sjö i Falkenbergs kommun i Halland och ingår i Ätrans huvudavrinningsområde.